# Formklasse
Die Formklasse ist in der deskriptiven Linguistik eine Wortart, Wortklasse oder Wortgruppe, deren Elemente die gleiche syntaktische Funktion erfüllen.